# Joe Delaney
Joe Delaney (ur. 4 sierpnia 1972 w Dublinie, Irlandia) – irlandzki snookerzysta.

## Kariera zawodowa
Joe Delaney w gronie profesjonalistów grywa od 1991 roku.
Wystąpił w fazie zasadniczej turnieju UK Championship 2003, podczas którego przegrał już w pierwszej rundzie z Walijczykiem Dominic'iem Dale’em 3-9.
Wywalczył także awans do fazy zasadniczej Mistrzostw świata 2007. W kwalifikacjach pokonał kolejno: Iana Preece'a 10-7, Barry’ego Pinchesa 10-9 i Alana McManusa 10-9. W fazie zasadniczej Mistrzostw świata przegrał jednak już w pierwszej rundzie, przegrywając z Matthew Stevensem 2-10.
Godny uwagi jest mecz rozegrany podczas kwalifikacji do Mistrzostw świata 2010. W pierwszym meczu kwalifikacyjnym pokonał Sama Bairda 10-0.